# Giulia Carcasi
Giulia Carcasi, née à Rome (Italie) le 13 décembre 1984, est une romancière italienne.

## Biographie
Giulia Carcasi naît à Rome en 1984.
Elle écrit son premier roman, Ma le stelle quante sono, à 19 ans, alors qu’elle est étudiante en médecine. Publié chez l'éditeur italien Feltrinelli en 2005, le roman est dédié au monde de l’adolescence.
En janvier 2007, Feltrinelli publie son second roman, Io sono di legno. Il édité en français en 2008 par la maison d'édition Héloïse d'Ormesson. Le roman décrit le point de vue des deux héros, Alice et Carlo, présentés de façon opposés : le lecteur doit retourner le livre pour lire le récit de l’autre personnage. Le 28 novembre, Carcasi intervient pour le discours de l’inauguration de l’année scolaire 2008-2009 à l’université de Rome « La Sapienza ».
Le 17 novembre 2010, Carcasi publie un nouveau roman, Tutto torna.
Carcasi a vendu 300 000 exemplaires de ses romans, traduits en 10 langues.

## Publications
- (it) Ma le stelle quante sono, Feltrinelli, 2005
- Je suis en bois [« Io sono di legno »]  (trad. de l'italien par Marianne Véron), Héloïse d'Ormesson, 2008
- (it) Tutto torna, Feltrinelli, 2010
- (it) Perché si dice addio, Feltrinelli, 2012 (livre numérique)

## Prix
- 2007 : prix Zocca Giovani[9]